# العلاقات الأردنية الكندية
العلاقات الأردنية الكندية هي العلاقات الثنائية التي تجمع بين الأردن وكندا.

## مقارنة بين البلدين
هذه مقارنة عامة ومرجعية للدولتين:
| وجه المقارنة                                              | الأردن                   | كندا                     |
| --------------------------------------------------------- | ------------------------ | ------------------------ |
| المساحة (كم2)                                             | 89.34 ألف                | 9.98 مليون               |
| عدد السكان (نسمة)                                         | 9.81 مليون               | 35.70 مليون              |
| الكثافة السكانية (ن./كم²)                                 | 109.81                   | 3.58                     |
| العاصمة                                                   | عمان                     | أوتاوا                   |
| اللغة الرسمية                                             | اللغة العربية            | لغة إنجليزية، لغة فرنسية |
| العملة                                                    | دينار أردني              | دولار كندي               |
| الناتج المحلي الإجمالي (بليون دولار)                      | 40.07 مليار              | 1.65 تريليون             |
| الناتج المحلي الإجمالي (تعادل القوة الشرائية) بليون دولار | 82.80 مليار              | 1.59 تريليون             |
| الناتج المحلي الإجمالي الاسمي للفرد دولار أمريكي          | 4.94 ألف                 | 43.25 ألف                |
| الناتج المحلي الإجمالي للفرد دولار أمريكي                 | 12.05 ألف                | 45.07 ألف                |
| مؤشر التنمية البشرية                                      | 0.748                    | 0.913                    |
| رمز المكالمات الدولي                                      | +962                     | +1                       |
| رمز الإنترنت                                              | .jo                      | .ca                      |
| المنطقة الزمنية                                           | ت ع م+02:00، ت ع م+03:00 |                          |

## مدن متوأمة
في ما يلي قائمة باتفاقيات التوأمة بين مدن أردنية وكندية:
- ترتبط عمان مع مونتريال باتفاقية توأمة منذ 1995.[14][15][15][14]

## منظمات دولية مشتركة
يشترك البلدان في عضوية مجموعة من المنظمات الدولية، منها:
| علم المنظمة | اسم المنظمة                               | تاريخ انضمام الأردن | تاريخ انضمام كندا |
| ----------- | ----------------------------------------- | ------------------- | ----------------- |
|             | مؤسسة التنمية الدولية                     | 4 أكتوبر 1960       | 24 سبتمبر 1960    |
|             | يونسكو                                    | 14 يونيو 1950       | 4 نوفمبر 1946     |
|             | مؤسسة التمويل الدولية                     | 20 يوليو 1956       | 20 يوليو 1956     |
|             | منظمة حظر الأسلحة الكيميائية              | ?                   | ?                 |
|             | الأمم المتحدة                             | 14 ديسمبر 1955      | 9 نوفمبر 1945     |
|             | الاتحاد الدولي للاتصالات                  | 20 مايو 1947        | 1 يوليو 1908      |
|             | منظمة الشرطة الجنائية الدولية             | ?                   | ?                 |
|             | البنك الدولي للإنشاء والتعمير             | 29 أغسطس 1952       | 27 ديسمبر 1945    |
|             | الاتحاد البريدي العالمي                   | ?                   | ?                 |
|             | المركز الدولي لتسوية المنازعات الاستشارية | 29 نوفمبر 1972      | 1 ديسمبر 2013     |
|             | وكالة ضمان الاستثمار متعدد الأطراف        | 12 أبريل 1988       | 12 أبريل 1988     |
|             | منظمة التجارة العالمية                    | ?                   | ?                 |

## أعلام
هذه قائمة لبعض الشخصيات التي تربطها علاقات بالبلدين:
- بسمة حمزة (1979 – )
- رودريك بيل (دبلوماسي كندي، 6 أكتوبر 1947 – 29 مارس 2014)
- سعيد علي (لاعب كرة قدم كندي، 26 أغسطس 1980 – )
- عبد الحميد شرف (8 يوليو 1939 – 3 يوليو 1980)

## وصلات خارجية
- موقع وزارة الخارجية الأردنية
- موقع وزارة الخارجية الكندية